# Seznam kastilských královen
Kastilské hraběnky a později královny byly manželkami panovníků hrabství Kastilie a později Kastilského království. První hraběnkou byla manželka prvního autonomního kastilského hraběte Fernána Gonzáleze a poslední hraběnkou byla Sancha Leónská, manželka zakladatele kastilského království, Ferdinanda I. Sancha byla také první královnou. Poslední královnou Kastilie byla Isabela Portugalská. Poté se Kastilie spojila s ostatními částmi království a stalo se Španělskem, jeho panovníci španělskými králi a jejich manželky španělskými královnami.
Tento seznam je zčásti pokračováním seznamu asturských královských chotí a seznamu leónských královských chotí.

## Hraběnky

### Banu Mamaduna
| Obrázek | Jméno                     | Otec                              | Narození | Sňatek  | Hraběnkou od | Hraběnkou do           | Úmrtí        | Manžel          |
| ------- | ------------------------- | --------------------------------- | -------- | ------- | ------------ | ---------------------- | ------------ | --------------- |
|         | Sancha Sánchez z Pamplony | Sancho I. z Pamplony (Jiménezové) | -        | asi 932 | asi 932      | asi 944 manžel uvězněn | prosinec 959 | Fernán González |

### Banu Ansúrez
| Obrázek | Jméno          | Otec | Narození | Sňatek | Hraběnkou od | Hraběnkou do | Úmrtí | Manžel          |
| ------- | -------------- | ---- | -------- | ------ | ------------ | ------------ | ----- | --------------- |
|         | Gontroda Nuñez | -    | -        | -      | -            | -            | -     | Ansur Fernández |

### Banu Mamaduna
| Obrázek | Jméno                     | Otec                                        | Narození | Sňatek                 | Hraběnkou od                     | Hraběnkou do                      | Úmrtí              | Manžel           |
| ------- | ------------------------- | ------------------------------------------- | -------- | ---------------------- | -------------------------------- | --------------------------------- | ------------------ | ---------------- |
|         | Sancha Sánchez z Pamplony | Sancho I. z Pamplony (Jiménezové)           | -        | květen 932 – srpen 935 | asi 947 manželovo znovonastolení | po 4. prosinci 959                | po 4. prosinci 959 | Fernán González  |
|         | Urraca Garces z Pamplony  | García Sánchez I. z Pamplony (Jiménezové)   | -        | před 5. květnem 964    | před 5. květnem 964              | před 1. březnem 970 manžel zemřel | před 1008          | Fernán González  |
|         | Ava z Ribagorzy           | Raymond II. z Ribagorzy (Pallars-Ribagorza) | -        | -                      | 970 nebo později                 | -                                 | -                  | García Fernández |
|         | Urraca Gómez              | Gómez Díaz ze Saldaña (Banu Gomez)          | -        | asi 995                | asi 995                          | 1017 manžel zemřel                | 1039               | Sancho García    |
|         | Sancha Leónská            | Alfons V. Leónský (Astur-Leonese)           | 1013     | listopad–prosinec 1032 | listopad–prosinec 1032           | 4. září 1037 povýšena na královnu | 27. listopadu 1067 | Ferdinand I.     |

## Královny

### Jiménezové
| Obrázek | Jméno                 | Otec                                       | Narození | Sňatek                            | Královnou od                                                               | Královnou do                         | Úmrtí                       | Manžel       |
| ------- | --------------------- | ------------------------------------------ | -------- | --------------------------------- | -------------------------------------------------------------------------- | ------------------------------------ | --------------------------- | ------------ |
|         | Sancha Leónská        | Alfons V. Leónský (Astur-Leonese)          | 1013     | listopad–prosinec 1032            | 4. září 1037 manžel se stal králem                                         | 24. června 1065 manžel zemřel        | 27. listopadu 1067          | Ferdinand I. |
|         | Alberta               | -                                          | -        | konec 1070/před 26. březnem 1071  | konec 1070/před 26. březnem 1071                                           | 7. října 1072 manžel zemřel          | -                           | Sancho II.   |
|         | Anežka Akvitánská     | Vilém VIII. Akvitánský (Ramnulfovci)       | 1059     | 1069 nebo konec 1073/začátek 1074 | 7. října 1072 manželův nástup na trůn nebo konec 1073/začátek 1074 sňatkem | po 22. květnu 1077 rozvod nebo úmrtí | 1077 nebo 1093 nebo po 1109 | Alfons VI.   |
|         | Konstancie Burgundská | Robert I. Burgundský (Burgundská dynastie) | 1045     | prosinec 1079 nebo 8. května 1080 | prosinec 1079 nebo 8. května 1080                                          | 25. července/25. října 1093          | 25. července/25. října 1093 | Alfons VI.   |
|         | Berta                 | -                                          | -        | prosinec 1094 nebo duben 1095     | prosinec 1094 nebo duben 1095                                              | 1099–1100                            | 1099–1100                   | Alfons VI.   |
|         | Isabela               | -                                          | -        | 1100, pře 14. květnem             | 1100, pře 14. květnem                                                      | 1107, po 14. květnu                  | 1107, po 14. květnu         | Alfons VI.   |
|         | Beatrix               | -                                          | -        | duben/květen 1108                 | duben/květen 1108                                                          | 1. července 1109 manžel zemřel       | -                           | Alfons VI.   |

### Ivrejská dynastie
| Obrázek | Jméno                  | Otec                                                    | Narození           | Sňatek                    | Královnou od                            | Královnou do                  | Úmrtí                        | Manžel         |
| ------- | ---------------------- | ------------------------------------------------------- | ------------------ | ------------------------- | --------------------------------------- | ----------------------------- | ---------------------------- | -------------- |
|         | Berenguela Barcelonská | Ramon Berenguer III. Barcelonský (Barcelonská dynastie) | 1116               | listopad 1128             | listopad 1128                           | 15. ledna 1149                | 15. ledna 1149               | Alfons VII.    |
|         | Richenza Slezská       | Vladislav II. Vyhnanec (Piastovci)                      | 1130/1140          | říjen/prosinec 1152       | říjen/prosinec 1152                     | 21. srpna 1157 manžel zemřel  | 16. června 1185              | Alfons VII.    |
|         | Blanka Navarrská       | García VI. Navarrský (Jiménezové)                       | 1137               | 30. ledna 1151            | 30. ledna 1151                          | 12. srpna 1156                | 12. srpna 1156               | Sancho III.    |
|         | Eleonora Anglická      | Jindřich II. Plantagenet (Plantagenetové)               | 13. října 1162     | září 1177                 | září 1177                               | 5. října 1214 manžel zemřel   | 31. října 1214               | Alfons VIII.   |
|         | Mafalda Portugalská    | Sancho I. Portugalský (Burgundská dynastie)             | asi 1195           | 1215, před 29. srpnem     | 1215, před 29. srpnem                   | 1216 manželství zrušeno       | 1. května 1256               | Jindřich I.    |
|         | Alžběta Štaufská       | Filip Švábský (Štaufové)                                | březen/květen 1205 | listopad 1219             | listopad 1219                           | 5. listopadu 1235             | 5. listopadu 1235            | Ferdinand III. |
|         | Johana z Dammartinu    | Šimon z Dammartinu (Dammartinové)                       | 1220               | 1237, před 20. listopadem | 1237, před 20. listopadem               | 30. května 1252 manžel zemřel | 16. března 1279              | Ferdinand III. |
|         | Violanta Aragonská     | Jakub I. Aragonský (Barcelonská dynastie)               | 1236               | 29. ledna 1249            | 30. května 1252 manželův nástup na trůn | 4- dubna 1284 manžel zemřel   | 1301                         | Alfons X.      |
|         | Marie z Moliny         | Alfons z Moliny (Burgundsko-Ivrejská dynastie)          | 1265               | červenec 1282             | 4. dubna 1284 manželův nástup na trůn   | 25. dubna 1295 manžel zemřel  | 1. července 1321             | Sancho IV.     |
|         | Konstancie Portugalská | Dinis I. Portugalský (Burgundská dynastie)              | 3. ledna 1290      | 23. ledna 1303            | 23. ledna 1303                          | 7. září 1312 manžel zemřel    | 18. listopadu 1313           | Ferdinand IV.  |
|         | Konstancie Kastilská   | Juan Manuel of Castile, Prince of Villena (Anscarids)   | 1315/1323          | 28. listopadu 1325        | 28. listopadu 1325                      | 1327/1328 manželství zrušeno  | 13. listopadu 1345           | Alfons XI.     |
|         | Marie Portugalská      | Alfons IV. Portugalský (Burgundská dynastie)            | 9. února 1313      | 24. června/září 1328      | 24. června/září 1328                    | 26. března 1350 manžel zemřel | 18. ledna 1357               | Alfons XI.     |
|         | Blanka Bourbonská      | Petr I. Bourbonský (Bourboni)                           | konec 1339         | 3. června 1353            | 3. června 1353                          | 14. května/31. července 1361  | 14. května/31. července 1361 | Petr           |

### Trastámarové
| Obrázek | Jméno                 | Otec                                                  | Narození         | Sňatek            | Královnou od                             | Královnou do                    | Úmrtí             | Manžel        |
| ------- | --------------------- | ----------------------------------------------------- | ---------------- | ----------------- | ---------------------------------------- | ------------------------------- | ----------------- | ------------- |
|         | Jana z Peñafielu      | Juan Manuel of Castile, Prince of Villena (Anscarids) | 1339             | 27. července 1350 | 23. března 1369 manžel nastoupil na trůn | 29. května 1379 manžel zemřel   | 27. března 1381   | Jindřich II.  |
|         | Eleonora Aragonská    | Petr IV. Aragonský (Barcelonská dynastie)             | 20. února 1358   | 18. června 1375   | 29. května 1379 manžel nastoupil na trůn | 13. srpna 1382                  | 13. srpna 1382    | Jan I.        |
|         | Beatrix Portugalská   | Ferdinand I. Portugalský (Burgundská dynastie)        | 9. prosince 1372 | 17. května 1383   | 17. května 1383                          | 9. října 1390 manžel zemřel     | 8. března 1410    | Jan I.        |
|         | Kateřina z Lancasteru | Jan z Gentu (Lancasterové)                            | 31. března 1373  | 17. září 1388     | 9. října 1390 manžel nastoupil na trůn   | 25. prosince 1406 manžel zemřel | 2. června 1418    | Jindřich III. |
|         | Marie Aragonská       | Ferdinand I. Aragonský (Trastámarové)                 | 1396             | 4. srpna 1420     | 4. srpna 1420                            | 18. února 1445                  | 18. února 1445    | Jan II.       |
|         | Isabela Portugalská   | Jan Portugalský (Avizové)                             | 1428             | 22. července 1447 | 22. července 1447                        | 22. července 1454 manžel zemřel | 15. srpna 1496    | Jan II.       |
|         | Jana Portugalská      | Eduard I. Portugalský (Avizové)                       | 20. března 1439  | 21. května 1455   | 21. května 1455                          | 1468 manželství zrušeno         | 12. prosince 1475 | Jindřich IV.  |

Ferdinand II. Aragonský (1452–1516), manžel královny Isabely Kastilské, a Filip Habsburský (1478–1506), manžel královny Jany Kastilské, byli králové kastilské koruny.

### Habsburkové
| Obrázek | Jméno               | Otec                            | Narození       | Sňatek          | Královnou od    | Královnou do   | Úmrtí          | Manžel   |
| ------- | ------------------- | ------------------------------- | -------------- | --------------- | --------------- | -------------- | -------------- | -------- |
|         | Isabela Portugalská | Manuel I. Portugalský (Avizové) | 24. října 1503 | 11. března 1526 | 11. března 1526 | 1. května 1539 | 1. května 1539 | Karel I. |

V roce 1556 proběhlo spojení španělských království v jedno, které se začalo obecně nazývat Španělsko a Marie I. Tudorovna (druhá manželka Filipa II.) a následnice Isabely Portugalské je již uváděna jako španělská královna.